# Kissing Kate

Kissing Kate est un film muet sorti le 20 janvier 1913 aux États-Unis. Il est réalisé par Dell Henderson et écrit par Karl R. Coolidge.

## Fiche technique
- Réalisateur : Dell Henderson

## Distribution
- Grace Lewis : Kate
- Dell Henderson : Bob
- William A. Carroll : le prédicateur
- Sylvia Ashton : une personne à la fête
- William Beaudine : une personne à la fête
- William J. Butler : une personne à la fête
- Edward Dillon : parmi les hommes
- Florence Lee : une personne à la fête
- Frank Opperman : une personne à la fête
- Gus Pixley : une personne à la fête
- Vivian Prescott